# Доля Еллади
Доля Еллади (рос. Судьба Эллады, англ. Fate of Hellas) — відеогра в жанрі стратегія в реальному часу, самостійне доповнення до Війни старовини: Спарта, яке включає в себе дві нові кампанії, показуючи спартанців та македонців. Гра була випущена компанією JoWooD та розроблена компанією World Forge. Реліз відбувся в Росії 20 грудня 2007 року та 4 квітня 2008 року у Великій Британії, Німеччині та Франції.
Сюжет гри оповідає про Грецію в період 358 р. до нашої ери, показуючи історію двох великих полководців — Агесілая II і Олександра Македонського.

## Кампанії
Гра має 2 кампанії по 7 місій кожна: за Спарту і за Македонію. У першій показуються події, що відносяться до часу царювання спартанського царя Агесілая II (401–358 рр. до н. е.). Розбивши разом з рештою еллінів перське військо, спартанці намагаються встановити в Греції свою гегемонію. Проти них формується коаліція на чолі з Афінами.
Події другої кампанії демонструють походи Олександра Македонського (336–323 рр. до н. е.), що вважаються початком епохи еллінізму, і завоювання Еллади Римською імперією через півтра століття по тому (146 р. до н. е.)

## Відгуки та рецензії
Гра отримала в основному несприятливі відгуки, агрегатор Metacritic дав їй середній бал: 45 %. Гра також отримала бал в рівно 50 % на AG.ru від рецензентів та 60 % від гравців. В рецензії щодо ігрового процесу було сказано: «„Спарта“, незважаючи на ряд цікавих знахідок, не зуміла потрапити в ігрову еліту, залишившись черговим клоном Ages of Empires…Гра рідко вибивається за межі стандартного „піди туди-то і убий всіх, кого зустрінеш“, але на кожному рівні є плаваюча на поверхні „хитрість“. Правда, це ніяк не впливає на тактику. Запорукою успіху залишається натовп.»